# Хосе де Кадалсо и Васкес
Хосе де Кадалсо и Васкес (José de Cadalso y Vásquez) (Кадис, 1741 - Гибралтар, 1782), Шпанац, пуковник Краљевске шпанске војске, аутор, песник, драматург и есејиста, један од канонских стваралаца шпанске просветитељске књижевности. 

## Биографија
Пре него што је навршио двадесету годину, Кадалсо је путовао Италијом, Немачком, Енглеском, Француском и Португалијом и проучавао је историју и књижевност ових земаља. По повратку у Шпанију ступио је у војску где је касније добио чин пуковника. Кадалсо је био отелотворење просветитељског идеала, ученог и доброг грађанина, чије су се интересовања могла искористити за унапређење друштва. Био је једна од централних личности у књижевном пејзажу Шпаније осамнаестог века. Утицао је на бројне шпанске ауторе, међу којима је и млади и талентовани Хуан Мелендес Валдес. 
Његово прво објављено дело била је стиховна трагедија, Don Sancho García, Conde de Castilla (1771). Године 1782. објавио је своју књигу Los Eruditos a la Violeta, комерцијално успешну прозну сатиру о опседнутости површним знањем и појави ерудиције. У1773. години појавио се свезак разних песама под називом Ocios de mi juventud. Кадалсо је најпознатији по делу Cartas marruecas, епистоларном роману објављеном постхумно 1793. године. Друго дело које се сматра најбитнијим је Noches lúgubres, које се у потпуности тематски и стилски разликује од првог поменутог дела. Док је рационално Cartas marruecas, мултиперспективистичко испитивање шпанског друштва очима младог Мароканца, Noches lúgubres, кратко је прозно дело усредсређено на жељу главног тужног протагонистy да ископа из гроба свог мртвог љубавника. Каснији рад инспирисан је смрћу његове блиске пријатељице, глумице Марије Игнасија Ибањес. Ово дело, заједно са његовим бројним мучним лирским композицијама, сматра се претходником романтизма у Шпанији. Квалитетна издања његових дела објављена су у три тома у Мадриду, 1823. године. 
Кадалсо је убијен у Великој опсади Гибралтара, 27. фебруара 1782. године, само 15 дана након унапређења у пуковника. Има гробницу у цркви Свете Марије у месту Сан Роке. 